# 1908 na literatura

## Nascimentos
| Data         | Nome                    | Profissão                                   | Nacionalidade                              | Observações | Ref |
| ------------ | ----------------------- | ------------------------------------------- | ------------------------------------------ | ----------- | --- |
| 9 de janeiro | Simone de Beauvoir      | filósofa e escritora                        | França                                     | m. 1986     |     |
| 29 de abril  | Jack Williamson         | escritor de ficção científica               | Estados Unidos                             | m. 2006     |     |
| 27 de junho  | João Guimarães Rosa     | escritor                                    | Brasil                                     | m. 1967     |     |
| 4 de julho   | Adolfo Casais Monteiro  | escritor                                    | Reino Unido de Portugal, Brasil e Algarves | m. 1972     |     |
| 24 de julho  | Solano Trindade         | poeta                                       | Brasil                                     | m. 1974     |     |
| 23 de maio   | Annemarie Schwarzenbach | escritora, jornalista, fotógrafa e viajante | Suíça                                      | m. 1942     |     |

## Mortes
| Data           | Nome                    | Profissão                                                                  | Nacionalidade  | Observações | Ref |
| -------------- | ----------------------- | -------------------------------------------------------------------------- | -------------- | ----------- | --- |
| 18 de janeiro  | Edmund Clarence Stedman | poeta, crítico literário e ensaísta                                        | Estados Unidos | n. 1833     |     |
| 29 de setembro | Machado de Assis        | poeta, romancista, dramaturgo, contista, jornalista, cronista e teatrólogo | Brasil         | n. 1839     |     |
| 22 de outubro  | Artur de Azevedo        | dramaturgo, poeta, contista e jornalista                                   | Brasil         | m. 1855     |     |

## Prémios literários
- Nobel de Literatura para Rudolf Christoph Eucken.